# Jutta Leerdam
Jutta Leerdam, née le 30 décembre 1998 à 's-Gravenzande, ville de la commune néerlandaise de Westland, dans la province de Hollande-Méridionale, est une patineuse de vitesse néerlandaise spécialisée en sprint.

## Biographie

### Vie privée
De 2017 à 2022, Jutta était en couple avec le patineur de vitesse néerlandais Koen Verweij.
Depuis 2023, elle est en couple avec l’influenceur Jake Paul. Le 22 mars 2025, Jutta et Jake Paul ont annoncé leurs fiançailles sur Instagram.

## Palmarès

### Jeux olympiques d'hiver
| Épreuve / Édition | 500 mètres | 1 000 mètres                       | 1 500 mètres | 3 000 mètres | 5 000 mètres | Mass start | Poursuite par équipes |
| JO 2022 Pékin     | 5e         | Médaille d'argent, Jeux olympiques | —            | —            | —            | —          | —                     |

 Légende :

- : première place, médaille d'or
- : deuxième place, médaille d'argent
- : troisième place, médaille de bronze
- : pas d'épreuve
- — : Non disputée par le patineur
- DSQ : disqualifiée

## Autres
- Championnats d'Europe de sprint
  -  Médaille d'or en 2021 à Heerenveen
  -  Médaille d'or en 2023 à Hamar

- Championnats d'Europe simple distance
  -  Médaille d'or du 1 000 m en 2020 à Heerenveen
  -  Médaille d'or du 1 000 m en 2022 à Heerenveen
  -  Médaille d'argent du sprint par équipes en 2020 à Heerenveen